# Матея Стєпанович
Матея Стєпанович (серб. Mateja Stjepanović / Матеја Стјепановић; 20 лютого 2004, Белград) — сербський футболіст, півзахисник «Партизана».

## Клубна кар'єра
У п'ятирічному віці він почав тренуватися у футбольній школі «Тріумф» у Сремчиці, а через три роки перейшов у академію «Партизана». У січні 2020 року підписав з клубом свій перший професіональний контракт. Був у заявці на 1/16 фіналу Кубка Сербії з «Радничками» у Сремській Ммтровиці наприкінці вересня 2022 року, але на поле не вийшов. Потім його викликали на зимові збори з першою командою, а в останній день січня 2023 року Матея продовжив контракт з рідною командою ще на чотири роки. У решті сезону він кілька разів сидів на лавці першої команди, а в статусі капітана очолював команду, яка виграла титул у молодіжній лізі Сербії.
27 травня 2023 року головний тренер Ігор Дуляй оголосив Стєпановича в складі на останній тур Суперліги Сербії сезону 2022/23. Степанович дебютував, вийшовши на поле в перерві матчу разом із Синишою Саничаніном, які замінили Данило Пантіча та Михайла Ілича.

## Виступи за збірну
Стєпанович був включений до заявки юнацької збірної Сербії до 15 років на турнір Влатко Марковича, який відбувся в 2019 році в Медулині, де зіграв три гри. З командою до 16 років він виступав на турнірі Шлях зірки в Москва, а у збірній до 17 років дебютував у двоматчевому протистоянні з однолітками з Болгарії. За збірну до 18 років він грав у двох матчах зі збірними Словенії та Італії.
2022 року дебютував за юнацьку збірну до 19 років у першому турі меморіального турніру Стевана Вілотича проти Фінляндії. У фінальній зустрічі, через кілька днів, він забив гол проти Франції (3:1) і допоміг команді виграти цей трофей. Він також виступав з командою у кваліфікації до чемпіонату Європи.